# Тринити-хаус
Trinity House (полное название Corporation of Trinity House of Deptford Strond,) — официальная организация, отвечающая за навигацию в Англии, Уэльсе и других британских территориальных водах, за исключением Шотландии и острова Мэн и Северной Ирландии. Она несет ответственность за предоставление и обслуживание навигационных средств, таких как маяки, буи, морские радио/спутниковые системы связи. Trinity House также предоставляет экспертные навигаторы для торговых судов в Северной Европе.
Главой корпорации (теперь это почетное звание) является принцесса Великобритании, Анна. Среди предыдущих руководителей корпорации были такие известные люди, как Сэмюэл Пипс и фельдмаршал Артур Веллингтон.
Корпорация была учреждена в 1514 году королевской хартией Генриха VIII под названием «The Master, Wardens, and Assistants of the Guild, Fraternity, or Brotherhood of the most glorious and undivided Trinity, and of St. Clement in the Parish of Deptford-Strond in the County of Kent».
Trinity House поддерживает 69 маяков, начиная от изолированных островных и заканчивая материковыми, начиная от расположенных в Англии и заканчивая отдаленными британскими территориальными водами. Все маяки были автоматизированы с ноября 1998 года. Автоматизации маяков началась еще в 1910 году, благодаря изобретению Густава Далена. Современные улучшения маяков включают в себя, во-первых, строительство вертолетных площадок на удаленных маяках на скалах для того, чтобы была возможна быстрая передача техники на маяк в случае поломки, и, во-вторых, развитие технологии дистанционного управления, которая позволяет управлять всеми маяками из одного места.